# Midland (Luisiana)
Midland es un lugar designado por el censo ubicado en el parroquia de Acadia en el estado estadounidense de Luisiana. En el censo de 2020 tenía una población de 249 habitantes y una densidad poblacional de 478,84 habitantes por km². Fue incluido como CDP en el censo de 2020. 

## Geografía
Midland se encuentra ubicado en las coordenadas 30°10′51″N 92°30′10″O / 30.18083, -92.50278. Según la Oficina del Censo de los Estados Unidos,  tiene una superficie total de 0,52 km², todos correspondientes a tierra firme.